# Andrea Moda Formula
Andrea Moda Formula var ett italienskt formel 1-stall som tävlade säsongen 1992. Stallet debuterade i Brasilien 1992 och deltog i sitt sista lopp i Belgien 1992.

## Historik
Den italienska skotillverkaren Andrea Sassetti, som drev företaget Andrea Moda, köpte formel 1-stallet Coloni i september 1991 efter att stallet förare Pedro Matos Chaves inte lyckats förkvalificera sig till något lopp dittills under säsongen. Chaves ersattes av Naoki Hattori i de två sista loppen, men även han misslyckades.
Sassetti anlitade några tidigare Colonianställda och kom överens med konsultfirman Simtek Research om att konstruera en ny bil som skulle utrustas med en Judd V10-motor. Bilarna var dock inte färdiga till säsongsstarten i Sydafrika 1992 varför stallet ställde upp de gamla Coloni C4-bilarna, vilka skulle köras av Alex Caffi och Enrico Bertaggia. Andrea Moda blev dock uteslutna från tävlingen eftersom man inte betalat insatsen för nya stall som var 100 000 dollar. Sassetti ansåg dock att det inte var ett nytt stall eftersom man körde med de gamla bilarna.
Andrea Moda kom med de nya bilarna till loppet i Mexiko, men de var inte färdigbyggda och startade därför inte. Senare i San Marino var Roberto Moreno och Perry McCarthy anmälda som förare, men Moreno lyckades inte förkvalificera sig och McCarthy fick ingen superlicens. Det var inte förrän i Monaco som Moreno lyckades kvalificera sig, men han tvingades bryta loppet tidigt på grund av motorproblem. 
I Kanada var stallet utan motorer på grund av att Sassetti inte hade betalat motorleverantören Judd och de flesta seriösa medarbetarna hade i detta skede lämnat stallet. Man missade sedan loppet i Frankrike då deras lastbil hade blivit stående på grund av en blockad av franska lastbilschaufförer. 
Moreno och McCarthy kämpade på men fortsatte att misslyckas att i förkvalificera sig och i augusti blev stallet varnat av FIA att det riskerade uteslutning från VM om inte resultaten blev bättre. 
Under loppet i Belgien blev Sassetti anhållen för misstänkta fakturaförfalskningar och när stallet kom till Monza i Italien tilläts det inte komma in på tävlingsområdet. FIA hade uteslutit Andrea Moda Formula från fortsatt deltagande i mästerskapet för att stallet hade börjat ge F1-sporten dåligt rykte.

## F1-säsonger
| Säsong | Tävlingsnamn        | Bil              | Motor        | Däck | Poäng | VM-plac. | Förare 1       | Förare 2       |
| ------ | ------------------- | ---------------- | ------------ | ---- | ----- | -------- | -------------- | -------------- |
| 1992   | Andrea Moda Formula | Andrea Moda S921 | Judd 3.5 V10 | G    | 0     | 14:e     | Roberto Moreno | Perry McCarthy |